# 소돔사과
소돔사과(학명: Calotropis procera 칼로트로피스 프로케라[*]) 또는 소돔애플(*영어: sodom apple)은 협죽도과의 나무이다.

## 분포
아시아, 아프리카, 오세아니아, 태평양, 남아메리카, 북아메리카에 분포한다. 동남아시아(미얀마, 베트남, 태국), 남아시아(네팔, 인도, 파키스탄), 서남아시아(사우디아라비아, 아프가니스탄, 예멘, 오만, 요르단, 이란, 이스라엘), 북아프리카(리비아, 모로코, 알제리, 이집트), 동아프리카(소말리아, 수단, 에리트레아, 에티오피아, 우간다, 케냐, 탄자니아), 중앙아프리카(적도 기니, 카메룬), 서아프리카(가나, 감비아, 기니비사우, 나이지리아, 모리타니, 세네갈, 시에라리온), 마카로네시아(카보베르데)가 원산지이다.

## 사진 갤러리

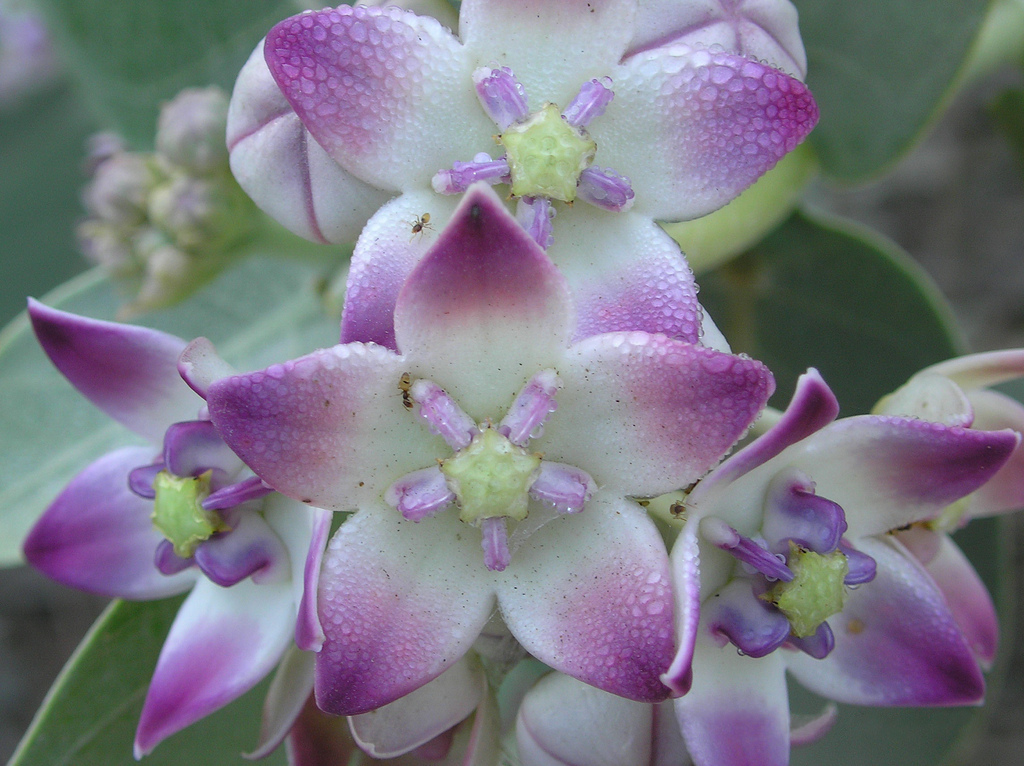
꽃
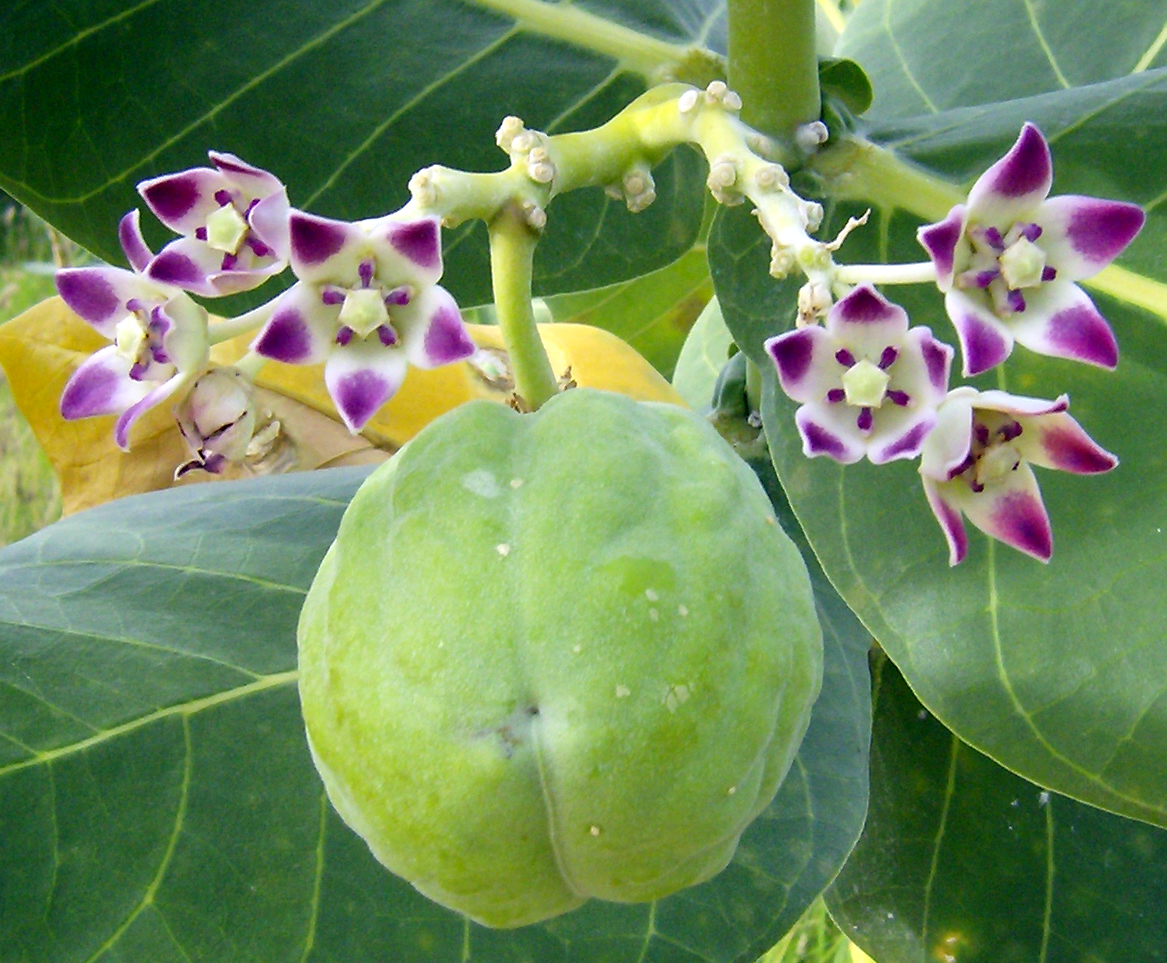
꽃과 열매
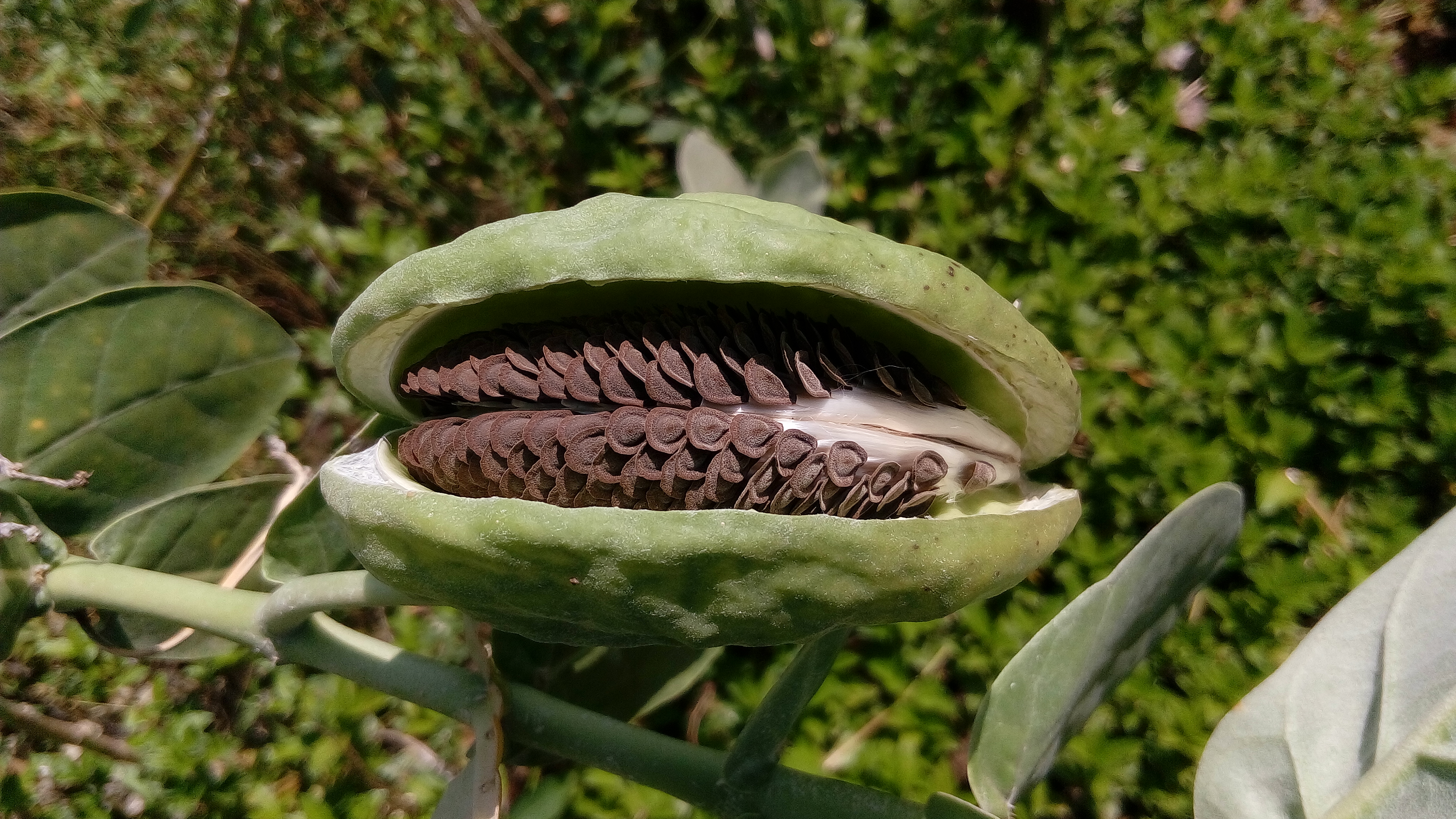
열매와 씨
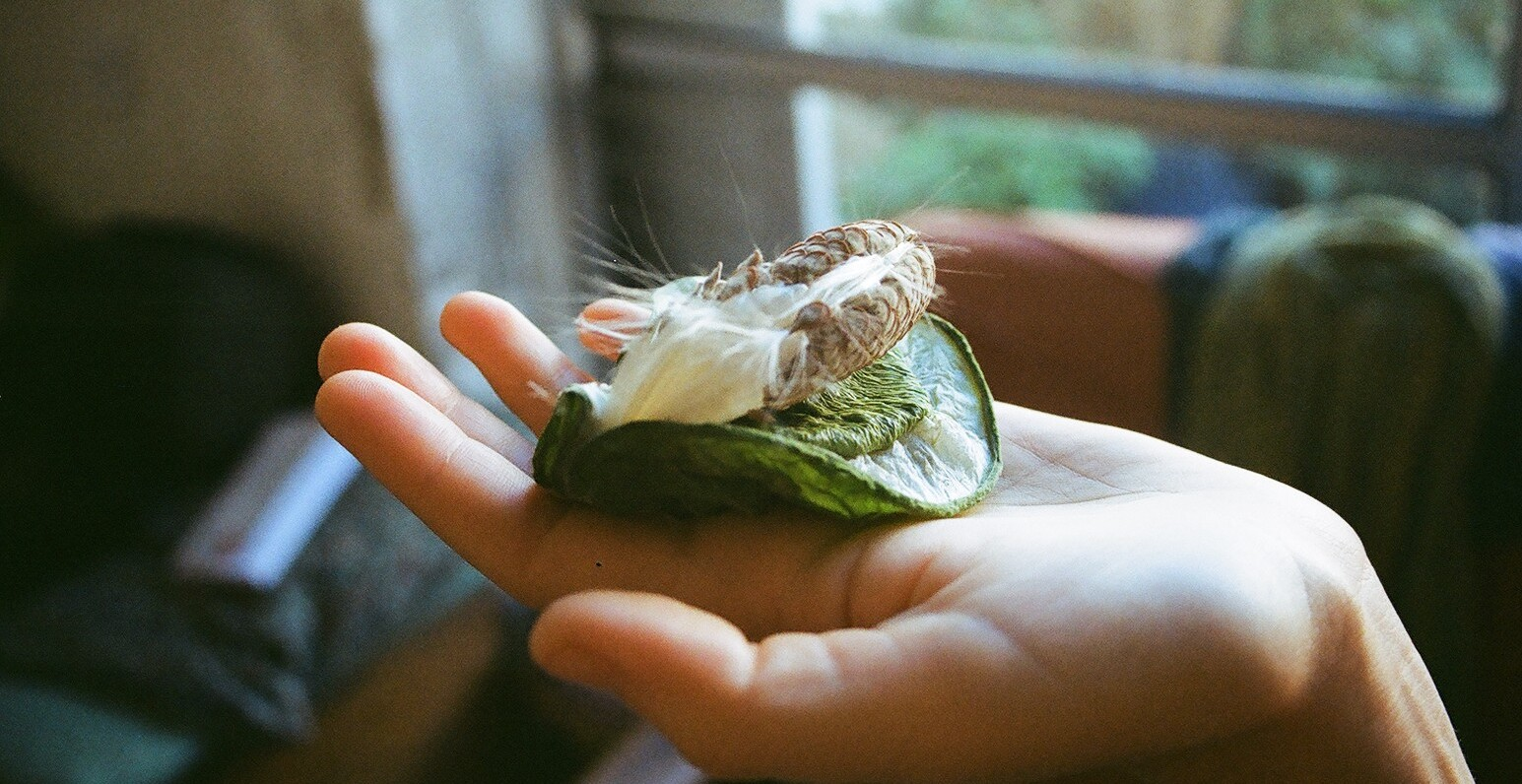
마른 열매
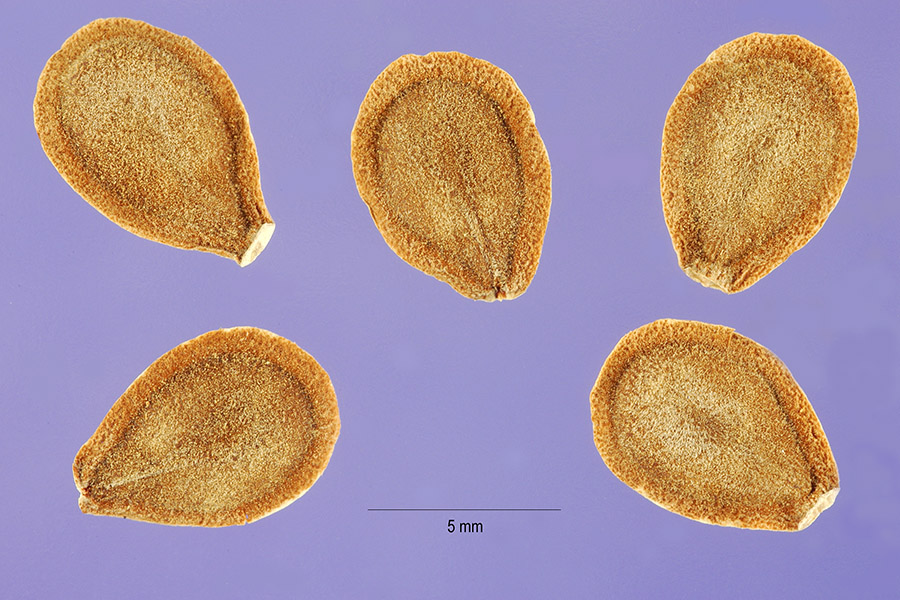
씨